# (18800) Terresadodge
(18800) Terresadodge (1999 JL76) – planetoida z pasa głównego asteroid okrążająca Słońce w ciągu 4,42 lat w średniej odległości 2,69 j.a. Została odkryta 10 maja 1999 roku.